# Kaliningrad Amber Hawks 2019
Questa voce raccoglie le informazioni riguardanti i Kaliningrad Amber Hawks nelle competizioni ufficiali della stagione 2019.

## Campionato bielorusso di football americano 2019

### Stagione regolare
| Minsk 25 maggio 2019 | Minsk Pagans | 8 – 18 referto | Kaliningrad Amber Hawks | Baza Otdycha Ratomka |

| Kaliningrad 22 giugno 2019 | Kaliningrad Amber Hawks | 8 – 32 referto | Minsk Moose |  |

| Minsk 24 agosto 2019 | VSMU Predators | 6 – 52 referto | Kaliningrad Amber Hawks |  |

### Playoff
| Minsk 14 settembre 2019, ore 13:00 | Minsk Litwins | 39 – 15 (7-6 0-9 12-0 20-0) referto | Kaliningrad Amber Hawks | Baza Otdycha Ratomka |

## Monte Clark Arena Cup 2019

### Stagione regolare
| Minsk 3 marzo 2019, ore 9:00 | Vilnius Iron Wolves | 13 – 12 | Kaliningrad Amber Hawks |  |

| Minsk 3 marzo 2019, ore 11:00 | Grodno Barbarians | 0 – 12 | Kaliningrad Amber Hawks |  |

### Playoff
| Minsk 3 marzo 2019, ore 12:00 | Minsk Zubrs | 40 – 7 | Kaliningrad Amber Hawks |  |

| Minsk 3 marzo 2019, ore 13:00 | Kaliningrad Amber Hawks | 30 – 6 | Vilnius Iron Wolves |  |

## Statistiche di squadra
| Competizione                        | %Vittorie | In casa | In casa | In casa | In casa | In casa | In casa | In trasferta | In trasferta | In trasferta | In trasferta | In trasferta | In trasferta | Totale | Totale | Totale | Totale | Totale | Totale |
| Competizione                        | %Vittorie | G       | V       | N       | P       | Pf      | Ps      | G            | V            | N            | P            | Pf           | Ps           | G      | V      | N      | P      | Pf     | Ps     |
| ----------------------------------- | --------- | ------- | ------- | ------- | ------- | ------- | ------- | ------------ | ------------ | ------------ | ------------ | ------------ | ------------ | ------ | ------ | ------ | ------ | ------ | ------ |
| Campionato                          | .667      | 1       | 0       | 0       | 1       | 8       | 32      | 2            | 2            | 0            | 0            | 70           | 14           | 3      | 2      | 0      | 1      | 78     | 46     |
| Playoff                             | .000      | 0       | 0       | 0       | 0       | 0       | 0       | 1            | 0            | 0            | 1            | 15           | 39           | 1      | 0      | 0      | 1      | 15     | 39     |
| Monte Clark Cup - stagione regolare | .500      | 0       | 0       | 0       | 0       | 0       | 0       | 2            | 1            | 0            | 1            | 24           | 13           | 2      | 1      | 0      | 1      | 24     | 13     |
| Monte Clark Cup - playoff           | .500      | 1       | 1       | 0       | 0       | 30      | 6       | 1            | 0            | 0            | 1            | 7            | 40           | 2      | 1      | 0      | 1      | 37     | 46     |
| Totale                              | .500      | 2       | 1       | 0       | 1       | 38      | 38      | 6            | 3            | 0            | 3            | 116          | 106          | 8      | 4      | 0      | 4      | 154    | 144    |